# Klintum (Læk)
Klintum er en landsby beliggende ved gest-randen syd for byen Læk i det vestlige Sydslesvig. I øst grænser landsbyen direkte mod Langbjerg Skov. Administrativt hører landsbyen under Læk Kommune i Nordfrislands kreds i den nordtyske delstat Slesvig-Holsten. I kirkelig henseende hører landsbyen til Læk Sogn. Sognet lå i Kær Herred (Tønder Amt), Sønderjylland, da området tilhørte Danmark.
Klintum er første gang nævnt 1499. Stednavnet er dat. pl. af subst. glda klint (skrænt), her om skråningerne op mod Klintum Bjerg. Samme navn er Klinting i Henne Sogn und Klintum på Før. Klintum Bjerg er første gang nævnt 1580. Tidligere var Klintum og nabbobyen Stedesand (Stedesand Sogn) de yderste byer mod vest på den sandede landryg, som gennem det ellers af moser opfyldte og derefter benævnte Kær Herred strækker sig fra Langbjerg mellem Klintum og Stadum til ind i Vis Herred ved Frøslev og hvorpå der findes flere landsbyer som hentyder til den sandede gest såsom Enge-Sande, Stedesand og Sandager.
Mod syd ligger landsbyerne Enge og Sande (Enge Sogn), mod vest Hvilbjerg. Øst for Klintum skærer den vestlige hærvej Langbjerget.